# Aprostocetus montanus
Aprostocetus montanus är en stekelart som beskrevs av Girault 1913. Aprostocetus montanus ingår i släktet Aprostocetus och familjen finglanssteklar. Inga underarter finns listade i Catalogue of Life.